# 1920

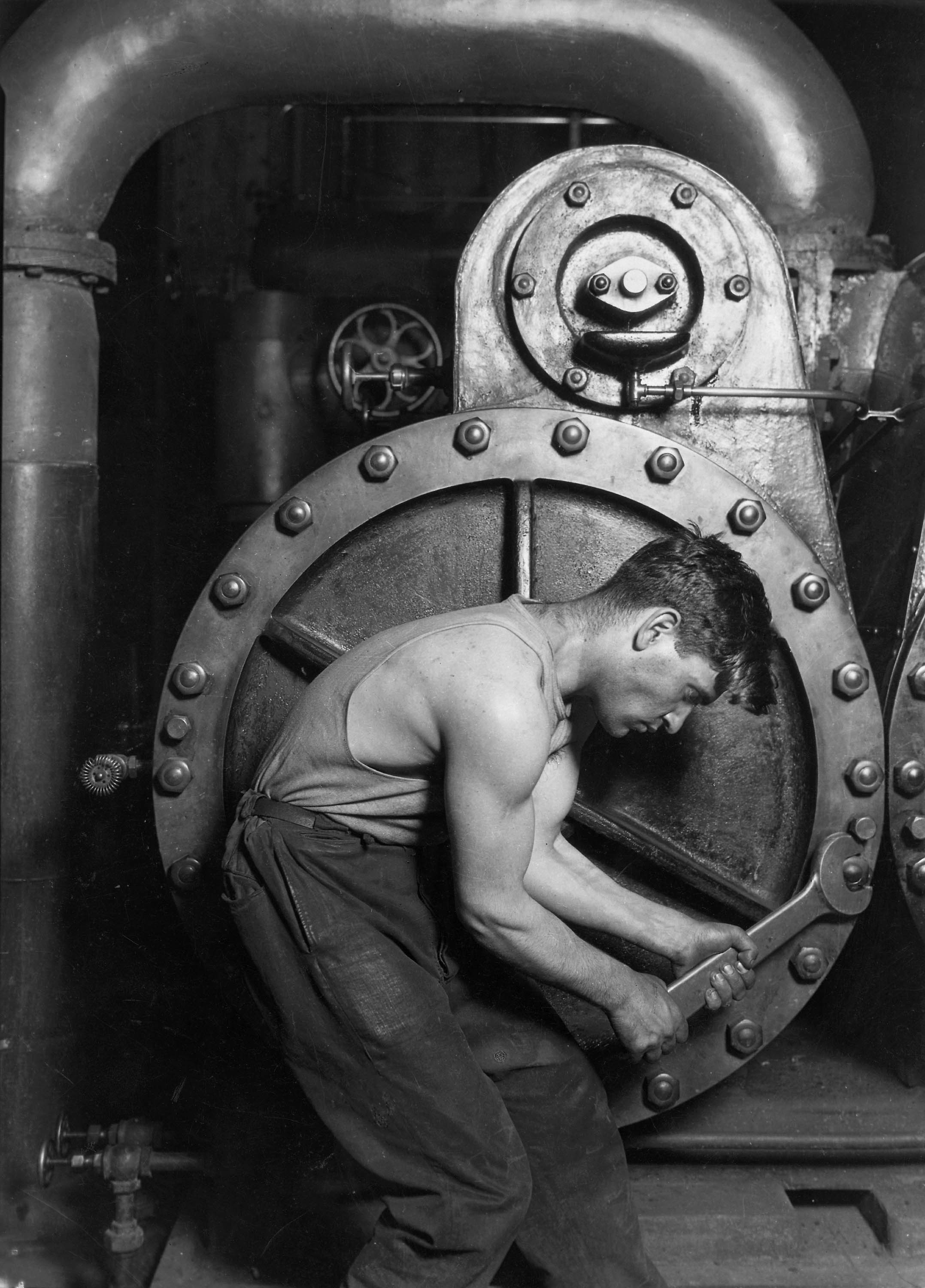
Arbeider sleutelend aan een stoompomp, 1920.

Het jaar 1920 is een jaartal volgens de christelijke jaartelling.

## Gebeurtenissen
januari
- 1 - Invoering algemeen kiesrecht (vrouwenkiesrecht) in Nederland.
- 10 - De Vrede van Versailles treedt in werking en daarmee komt er formeel een einde aan de Eerste Wereldoorlog
- 10 - Eerste Algemene Vergadering van de Volkenbond.
- 10 - Danzig wordt losgemaakt van het Duitse Rijk en komt onder bescherming van de Volkenbond.
- 10 - België lijft Neutraal Moresnet definitief in. Het gebied wordt toegevoegd aan de Oostkantons onder leiding van generaal Herman Baltia.
- 12 - Het Franse stoomschip Afrique vergaat bij Bordeaux in de monding van de Gironde. 564 opvarenden komen om het leven.
- 13 - Een bloedbad voor de Rijksdag in Berlijn, waar de oproerpolitie het vuur opent op demonstrerende arbeiders, eist 42 doden en 105 gewonden. Voor Berlijn en wijde omgeving wordt een samenscholingsverbod uitgevaardigd.
- 16 - Een jaar na ratificatie wordt de drooglegging van de Verenigde Staten effectief.
- 21 - Officieel einde van de vredesconferentie in Parijs.
- Anti-Italiaanse leiders in Albanië vormen een regering. Ahmet Bey Zogolli (de latere koning Zog) is hierin de sterke man.
- De communistische regering in Estland wordt omvergeworpen.

februari
- 2 - Vrede van Tartu: De Sovjet-Unie erkent de onafhankelijkheid van Estland.
- 3 - Brand in het jongensinternaat van de normaalschool in Nijvel. 7 doden.
- 4 - Duitsland staat Hlučínsko af aan Tsjecho-Slowakije.
- 7 - In Siberië wordt de Witte generaal Koltsjak door de Bolsjewieken terechtgesteld.
- 8 - De Zwitserse mannen verwerpen bij referendum het vrouwenkiesrecht.
- 9 - Negen staten sluiten te Parijs het Spitsbergenverdrag. De Noorse soevereiniteit wordt erkend, maar de verdragsluitende partijen mogen de bodemschatten van het eiland exploiteren.
- 10 - Referendum in Noord-Sleeswijk, waarbij een meerderheid voor aansluiting bij Denemarken stemt.
- 12 - Het vrachtschip de West Aleta, met een lading van 15.000 vaten wijn, vergaat voor de kust van Terschelling, het bergen van de wijn neemt 9 maanden in beslag.
- 13 - De Volkenbond laat Zwitserland toe onder erkenning van de "eeuwige neutraliteit" van het land.
- 14 - Lenin neemt de definitieve beslissing om Polen aan te vallen.
- 25 - De Compagnie financière belge des pétroles, afgekort tot Petrofina, wordt opgericht in Antwerpen met als bedoeling de Duitse oliebronnen verkregen na de Eerste Wereldoorlog te controleren.
- Installatie door de Nederlandse minister van Arbeid Piet Aalberse van de Hoge Raad van Arbeid, een overlegorgaan over arbeidsverhoudingen onder zijn voorzitterschap.
- De Amerikaanse pedagoog Helen Parkhurst start in het stadje Dalton, Massachusetts, het Dalton Laboratory Plan.

maart
- 2 - Wapenstilstand tussen Roemenië en de Sovjet-Unie.
- 9 - De Nederlandse regering besluit het lidmaatschap aan te vragen van de Volkenbond.
- 14 - Referendum in Centraal-Sleeswijk, dat kiest voor aansluiting bij Duitsland.
- 15 - Rafael Erich wordt Fins premier aan het hoofd van een coalitie van vier partijen.
- 16 - De Britten bezetten Constantinopel.
- 19 - De Amerikaanse Senaat wijst definitief het Verdrag van Versailles af, en daarmee de Amerikaanse militaire garanties aan Frankrijk.
- 25 maart tot 12 oktober - Pools-Russische Oorlog.
- Kapp-putsch: mislukte rechtse militaire staatsgreep in Berlijn.

april
- 2 - Het Duitse leger trekt het Ruhrgebied binnen om het Rode Ruhrleger te bestrijden.
- 4 tot 7 - Nebi Musa-pogrom: In het Mandaatgebied Palestina ontaarden de islamitische feestelijkheden ter ere van de profeet Musa in een pogrom tegen de joodse bevolking van Jeruzalem.
- 6 - Frankrijk, dat het binnentrekken van het Roergebied door het Duitse leger als een schending van het Verdrag van Versailles beschouwt, gaat over tot bezetting van het Roergebied, Hamburg, Hanau, Frankfurt en Darmstadt.
- 19 - Duitsland en de Sovjet-Unie bereiken overeenstemming over het uitwisselen van krijgsgevangenen uit de Eerste Wereldoorlog.
- 20 april tot 12 september - De eerste Olympische Spelen na de Eerste Wereldoorlog hebben plaats in Antwerpen. 29 landen nemen deel aan 129 wedstrijden. Duitsland, Oostenrijk en Hongarije worden van deelname uitgesloten. De Verenigde Staten behalen 41 gouden medailles, Groot-Brittannië 15 en gastland België 14. Zie Olympische Zomerspelen 1920.
- 21 - Verdrag van Warschau: Verdrag tussen de Poolse veldmaarschalk Józef Pilsudski en de Oekraïense leider Symon Petljoera. Polen krijgt Oost-Galicië en zal de Oekraïense Volksrepubliek steunen in de strijd tegen het Rode Leger.
- 23 - Mustafa Kemal sticht de Grote Nationale Assemblee van Turkije.
- 25 - In San Remo beslist de Entente over de bezette Osmaanse gebieden. Het Verenigd Koninkrijk krijgt het mandaat over Palestina en Irak, Frankrijk over Syrië en het latere Libanon. Op deze conferentie worden ook de historische rechten van het Joodse volk op Palestina internationaal erkend.
- 25 - Poolse troepen vallen de Sovjet-Unie aan, de Pools-Russische Oorlog komt tot uitbarsting.
- 26 - Canada verslaat Zweden met 12-1 in de finale van het Olympische demonstratietoernooi ijshockey in Antwerpen, en wordt daarmee de eerste officiële wereldkampioen.
- 26 - De Polen, slechts 1 dag na het begin van het offensief, veroveren Zjytomyr.

mei
- 5 - De Volkenbond kent Syrië aan Frankrijk en Mesopotamië en Palestina aan het Verenigd Koninkrijk toe als mandaatgebied.
- 7 - Gezamenlijke Poolse en Oekraïense troepen veroveren Kiev.
- 7 - In de Gouffremijn nabij Châtelineau komen na een het vrijkomen van mijngas 6 personen om het leven.
- 15 - De Duitse ex-keizer Wilhelm II en zijn vrouw Augusta Victoria betrekken Huis Doorn.
- 16 - De Zwitserse Kantonsraad stemt met 11 tegen 10 stemmen voor toetreding tot de Volkenbond.
- 17 - De KLM opent haar eerste lijndienst: Amsterdam - Londen.
- 20 - Het militaire vliegkamp Schiphol wordt de burgerluchthaven Schiphol.
- 23 - In zijn encycliek Pacem, Dei Munus Pulcherrimum steunt Paus Benedictus XV de oprichting van de Volkenbond en roept hij op tot ontwapening.
- De communistische regering in Letland wordt omvergeworpen.
- 31 - Ajax-voetballer Jan de Natris leidt tijdens de Olympische Spelen in Antwerpen de 'Opstand aan de Schelde' in. Uit protest tegen de privileges van de officials en de huisvesting worden grammofoonplaten in de Schelde gegooid. Later trekken de spelers naar de binnenstad van Antwerpen voor een drinkgelag.

juni
- 4 - In Versailles wordt de Verdrag van Trianon gesloten tussen de geallieerden en de overgebleven rompstaat Hongarije, dat twee derde van zijn grondgebied verliest.
- 5 - De jonge KLM brengt de eerste luchtpost naar Londen.
- 12 - De Roden veroveren Kiev.
- De Amerikaanse Senaat weigert aanname van een mandaatgebied in Armenië.

juli
- 6 - De Sovjet-Unie begint een tegenoffensief tegen Polen.
- 11 - Allenstein en Marienweder stemmen in een referendum voor heraansluiting bij Duitsland.
- 12 - De Sovjet-Unie en Litouwen sluiten een vredesverdrag. De Sovjet-Unie stelt zich achter Litouwen betreffende Vilna, dat zowel door Polen als door Litouwen geclaimd wordt.
- 16 - Het vredesverdrag tussen Oostenrijk en de geallieerden wordt van kracht.
- 20 - Sportclub sc Heerenveen wordt opgericht.
- 23 - Eerste Grote Nationale Vergadering van Turkije in Ankara. Mustafa Kemal wordt benoemd tot president en premier.
- 24 - De Fransen verslaan de Syrische troepen en bezetten Damascus. Faisal en zijn familie gaan in ballingschap.
- 25 - De Belg Philippe Thys wint voor de derde maal de Ronde van Frankrijk. Ook de plaatsen 2 tot en met 7 in het eindklassement zijn voor Belgen.
- 25 - Malmedy en Eupen komen officieel aan België.
- 26 - Het eerste Nederlandse vliegveld voor de burgerluchtvaart Vliegveld Waalhaven in Rotterdam wordt in gebruik genomen.
- 28 - de geallieerden leggen op de Conferentie van Spa de grens tussen Polen en Tsjecho-Slowakije bindend vast. Het door 100.000 à 140.000 Polen bewoonde deel van Teschen ten westen van de Olza, dat in het Pools Zaolzie ("Trans-Olzië") wordt genoemd, blijft daarmee Tsjecho-Slowaaks.
- Tweede Wereldcongres van de Comintern. De naam 'communisten' wordt aangenomen om zich van de sociaaldemocraten te onderscheiden. Burgerlijke methoden om de doelen te bereiken worden afgewezen en het leiderschap van Sovjet-Rusland bevestigd.

augustus
- 2 - Sovjet-Rusland doet een vredesvoorstel aan Polen. Hoewel het territoriaal zeer gematigd is (de voorgestelde grenslijn ligt zelfs ten oosten van de Curzonlijn die de Britten eerder voorstelden), wordt het door Polen verworpen vanwege de voorwaarde van de creatie van een gewapende arbeidersmilitie in Polen.
- 9 - Danzig wordt een vrije stad onder toezicht van de Volkenbond.
- 10 - Het Verdrag van Sèvres, het vredesverdrag tussen de geallieerden en het Ottomaanse Rijk, wordt gesloten. Turkije verliest al zijn gebied in het Midden-Oosten, Griekenland krijgt geheel Thracië en gedurende 5 jaar het bewind over Smyrna (het huidige İzmir) en de Dardanellen blijven Turks maar komen onder een internationale commissie.
- 11 - Bij de inwerkingtreding van het Verdrag van Versailles wordt de Vrije stad Danzig opgericht. Het stadsbestuur staat onder toezicht van de Volkenbond.
- 11 - Verdrag van Riga: Vredesverdrag tussen Sovjet-Rusland en Letland.
- 13 - Sovjet-Russische troepen vallen Warschau aan, maar worden in een slag bij de Wisła (Weichsel) teruggedreven. Zie slag om Warschau (1920).
- 16 - Het 'wonder van de Wisła': De Polen doen een tegenaanval tegen de Russische troepen die Warschau bedreigen en slagen erin ze op de vlucht te doen slaan.
- 26 - Invoering van vrouwenkiesrecht in de Verenigde Staten.
- 22 - De eerste naoorlogse Salzburger Festspiele gaan van start met de opvoering van Hugo von Hofmannsthals stuk 'Jederman'.
- 24 - De Hawaiaanse zwemmer Duke Kahanamoku scherpt in Antwerpen zijn eigen wereldrecord op de 100 meter vrije slag aan tot 1.00,4. Het oude record (1.01,4) stond sinds 9 augustus 1918 op zijn naam.
- augustus - Er komt een bolsjewistisch vorderingsbrigade naar het dorp Kamenka in de oblast Tambov om de nieuwe vastgelegde graaninbeslagname te innen. De boeren van Kamenka weigeren te betalen en vermoorden de brigadeleden. Ze bewapenen zich met hooivorken en geweren om zich te verdedigen tegen de communistische troepenversterkingen uit de provinciehoofdstad. Dit is het begin van de Tambov-opstand

september
- 1 - In Rotterdam wordt het nieuwe stadhuis van Rotterdam aan de Coolsingel in gebruik genomen.
- 2 - Het Belgisch voetbalelftal wint goud op de Olympische spelen.
- 7 - Oprichting van de Nederlandse Rugby Bond (NRB) door de drie in Nederland actieve verenigingen.
- 12 - Slotceremonie van de Olympische Spelen in Antwerpen.
- 12 - Mijnramp in Forte Taillemijn in het Waalse Montigny-le-Tilleul. 12 doden.
- 16 - Een bomaanslag op de J.P. Morganbank in New York kost 38 mensen het leven. De aanslag zou zijn gepleegd door Italiaanse anarchisten.
- 20 - De Volkenbond kent Eupen en Malmedy toe aan België.
- 22 - Het Irish Republican Army laat een vrachtwagen met Britse militairen in de hinderlaag bij Rineen lopen en doodt vijf van de zes inzittenden. De Britten nemen wraak op Rineen en omgeving.

oktober
- 1 - Oprichting van de Surinaamse Voetbal Bond
- 7 - Koningin Wilhelmina opent het Ir.D.F. Woudagemaal bij Lemmer, gebouwd als "Stoomgemaal der Friesche Boezem", maar toen gemaal bij Tacozijl genaamd.
- 7 - Het Verdrag van Suwałki beoogt een einde te maken aan de oorlog tussen Polen en Litouwen.
- 8 - De Duitse gewichtheffer Hermann Görner tilt 330 kg met één hand, wat (anno 2020) nog altijd staat als wereldrecord.
- 8 - De Volksrepubliek Boechara wordt opgericht.
- 9 - Delen van het Poolse leger, officieel op eigen initiatief maar in werkelijkheid gepland, vallen onder leiding van Lucjan Zeligowski, Litouwen binnen, in weerwil van het Verdrag van Suwałki. De betwiste stad Vilna wordt bezet.
- 10 - Italië annexeert Zuid-Tirol, dat het in de Eerste Wereldoorlog met hulp van de geallieerden heeft bezet.
- 10 - Bij Houilles, op de lijn Parijs-Nantes in Frankrijk, rijdt een volle sneltrein op stilstaande goederenwagons. Er zijn meer dan veertig doden.
- 12 - Wapenstilstand tussen Polen en de Sovjet-Unie.
- 14 - Vrede van Tartu tussen Finland en de Sovjet-Unie. De grens tussen beide landen wordt vastgelegd, waarbij Finland in Petsamo een verbinding met de Noordelijke IJszee krijgt.
- 16-28 oktober - Grootschalige staking van mijnwerkers in het Verenigd Koninkrijk.
- 18 - In de Pools-Russische Oorlog wordt de wapenstilstand getekend.
- 25 - In de gevangenis van Brixton sterft na een hongerstaking van 75 dagen de Ierse activist en burgemeester van Cork Terence MacSwiney.
- 28 - Frankrijk erkent de Roemeense soevereiniteit over Bessarabië.
- oktober - The Mysterious Affair at Styles, de eerste roman van Agatha Christie, vindt zijn debuut in de Verenigde Staten.

november
- 2 - Republikein Warren Harding boekt een overtuigende overwinning op zijn Democratische rivaal James Cox in de Amerikaanse presidentsverkiezingen.
- 5 - Officiële ingebruikname van gemaal De Waterwolf bij Oldehove in de provincie Groningen door koningin Wilhelmina.
- 7 - Het Sovjetleger begint zijn slotoffensief tegen Pjotr Wrangel in de Krim. Dit offensief verdrijft de laatste Witten uit het land.
- 9 - Polen en Danzig sluiten een verdrag om hun onderlinge verhouding te regelen.
- 11 - De Tomb of the Unknown Warrior in Londen en de Tombe du Soldat Inconnu in Parijs worden ingewijd.
- 12 - Verdrag van Rapallo: De grens tussen Italië en Joegoslavië wordt (op een voor Italië gunstige wijze) vastgesteld.
- 14 - De bolsjewieken veroveren Sebastopol, het laatste belangrijke Witte bolwerk.
- 15 - Danzig wordt vrijstad.
- 18 - In de Sovjet-Unie wordt als eerste land abortus gelegaliseerd.
- 20 - In Bologna vallen slachtoffers bij gevechten tussen de fascisten, die een vergadering van de gemeenteraad proberen te verstoren aan de ene kant, en socialisten en de politie anderzijds.
- 21 - In Dublin, Ierland vinden gewelddadigheden plaats tijdens de Ierse Onafhankelijkheidsoorlog, deze staan bekend als Bloody Sunday.
- 27 - De eerste Zorrofilm, The Mark of Zorro van producer en hoofdrolspeler Douglas Fairbanks, gaat in première.

december
- 5 - Een referendum in Griekenland roept koning Constantijn I terug op de troon.
- 15 - Oostenrijk treedt toe tot de Volkenbond.
- 16 - Bulgarije treedt toe tot de Volkenbond.
- 16 - De SABCA wordt opgericht op initiatief van Georges Nélis, tijdens de oorlog hoofd onderhoud van de Belgische luchtmacht. Ze gaat zich in eerste aanleg bezighouden met het onderhoud van in België achtergebleven Duitse vliegmachines.
- 19 - Restauratie van koning Constantijn I van Griekenland
- 20 - Verdrag van Alexandropel: Turkije krijgt Kars, Ardahan en delen van Armenië terug van de Sovjet-Unie die in 1878 (verdrag van San Stefano) aan Rusland waren afgestaan.

zonder datum
- In de Nederlandse Eerste Kamer neemt voor het eerst een vrouw zitting: Carry Pothuis-Smit.
- In Brits-Indië begint Mahatma Gandhi een campagne van burgerlijke ongehoorzaamheid tegen het Britse gezag.
- Oprichting in de USA van het National Civil Liberties Bureau.
- Am al-Nakba ('het rampjaar'), zo genoemd door Palestijnse- en andere Arabieren.
- De koffiebrander en theepakker Van Nelle komt met het eerste Piggelmeeboekje: Het tovervisje.
- De Berberleeuw sterft in het wild uit, als het laatste exemplaar in Marokko wordt doodgeschoten.

## Muziek

### klassiek
- Emmerich Kálmán schrijft de operette Das Hollandweibchen
- De Finse componist Jean Sibelius componeert de Valse lyrique, opus 96/1 en de Valse chevaleresque, opus 96/3
- Paul Dukas componeert La plainte, au loin, du faune...
- Franz Lehár componeert Die blaue Mazur
- Ralph Vaughan Williams schreef Three preludes founded on Welsh hymn tunes voor zijn docent op orgel Alan Gray

#### Premières
- 15 maart: Arnold Bax' The truth about the Russian dancers
- 27 april - Rag-Time van Igor Strawinsky wordt voor het eerst uitgevoerd door de Philharmonic Quartet en klein orkest in de Aeolin Hall te Londen.
- 12 mei: Arnold Bax' Pianokwintet
- 15 mei: Albert Roussels Doute
- 28 mei: Frederick Delius' An arabesque
- 15 juni: Arnold Bax' What the minstrel told us
- 18 juli: Gustav Holsts: Two psalms
- 8 oktober: Frank Bridges: Suite voor strijkorkest
- 25 oktober: Emil Nikolaus von Rezničeks Symfonie in f mineur
- 29 oktober: Arnold Bax' The garden of Fand
- 18 november: Arnold Bax' November woods
- 23 november: Arnold Bax' Symfonische variaties

### overig
- Paul Whiteman heeft met "Whispering" de eerste "million seller".
- Zanger Lou Bandy neemt het nummer We Gaan Naar Zandvoort op. Het lied wordt een evergreen. Zelfs aan het eind van de 20ste eeuw is het nummer nog altijd bekend bij een breed publiek.

## Beeldende kunst

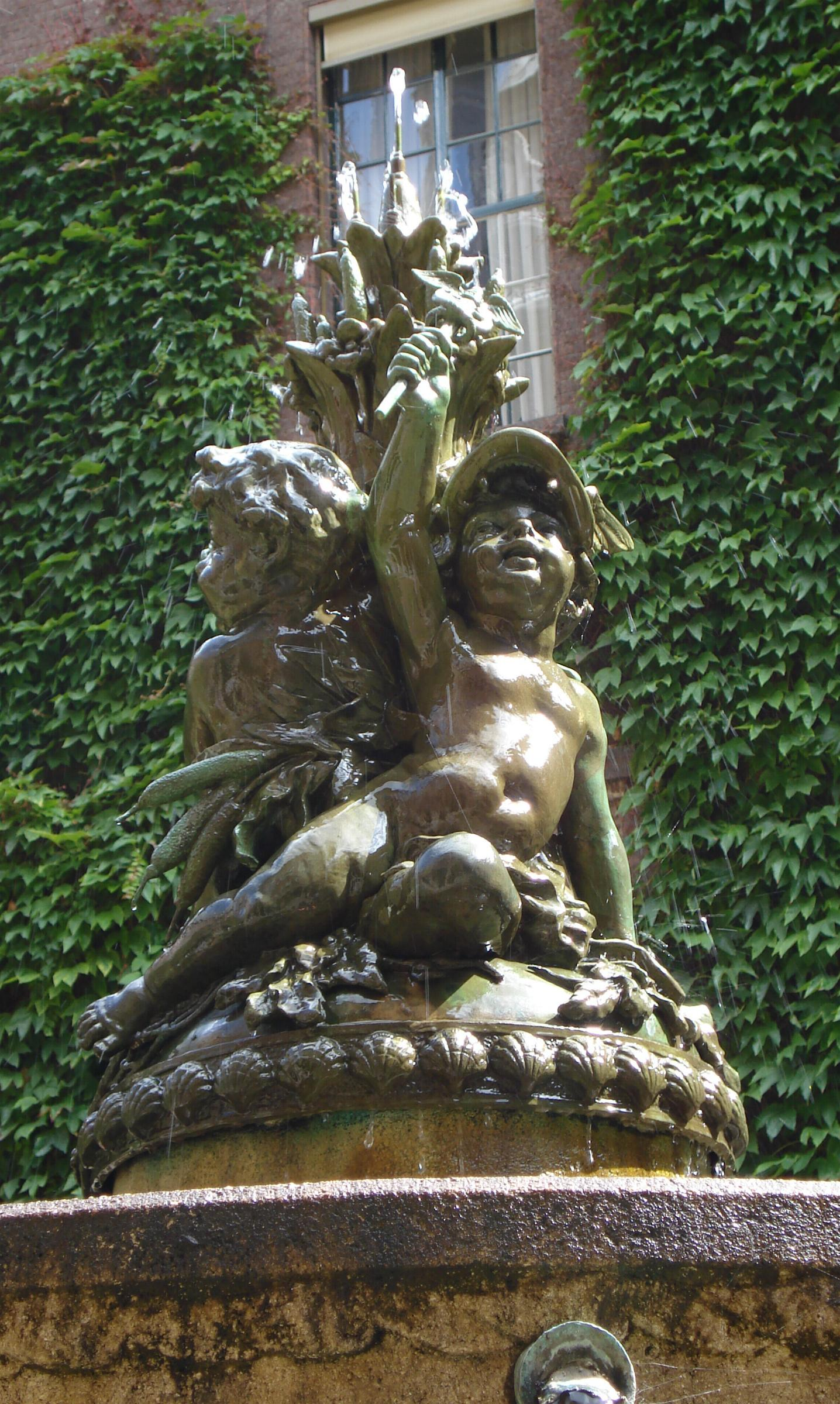
Fontein stadhuis Rotterdam (1920) Simon Miedema
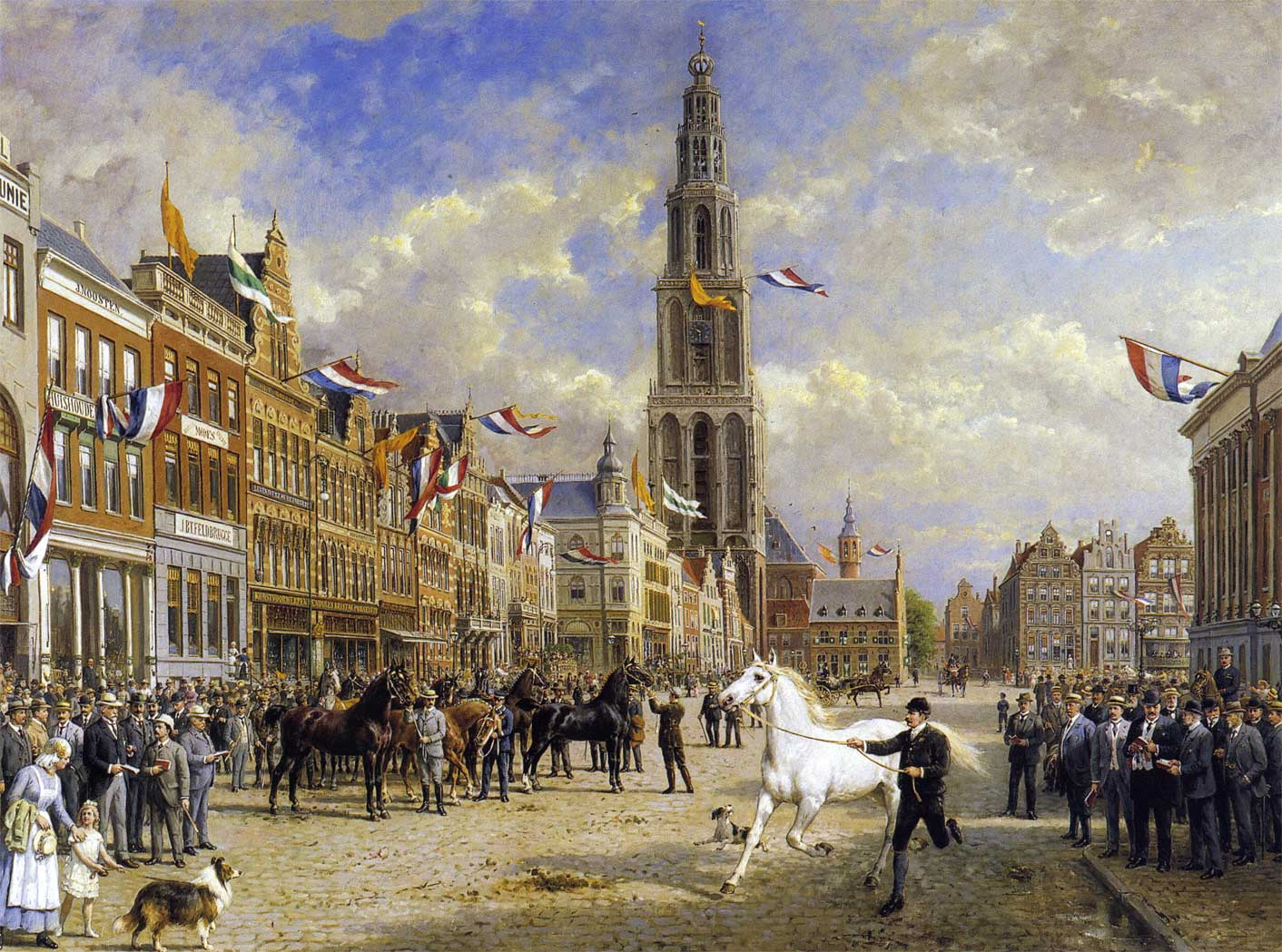
paardenkeuring te Groningen (1920) Otto Eerelman

## Bouwkunst
- Het Jachtslot Sint-Hubertus op de Hoge Veluwe, ontworpen door de architect Hendrik Petrus Berlage, komt gereed

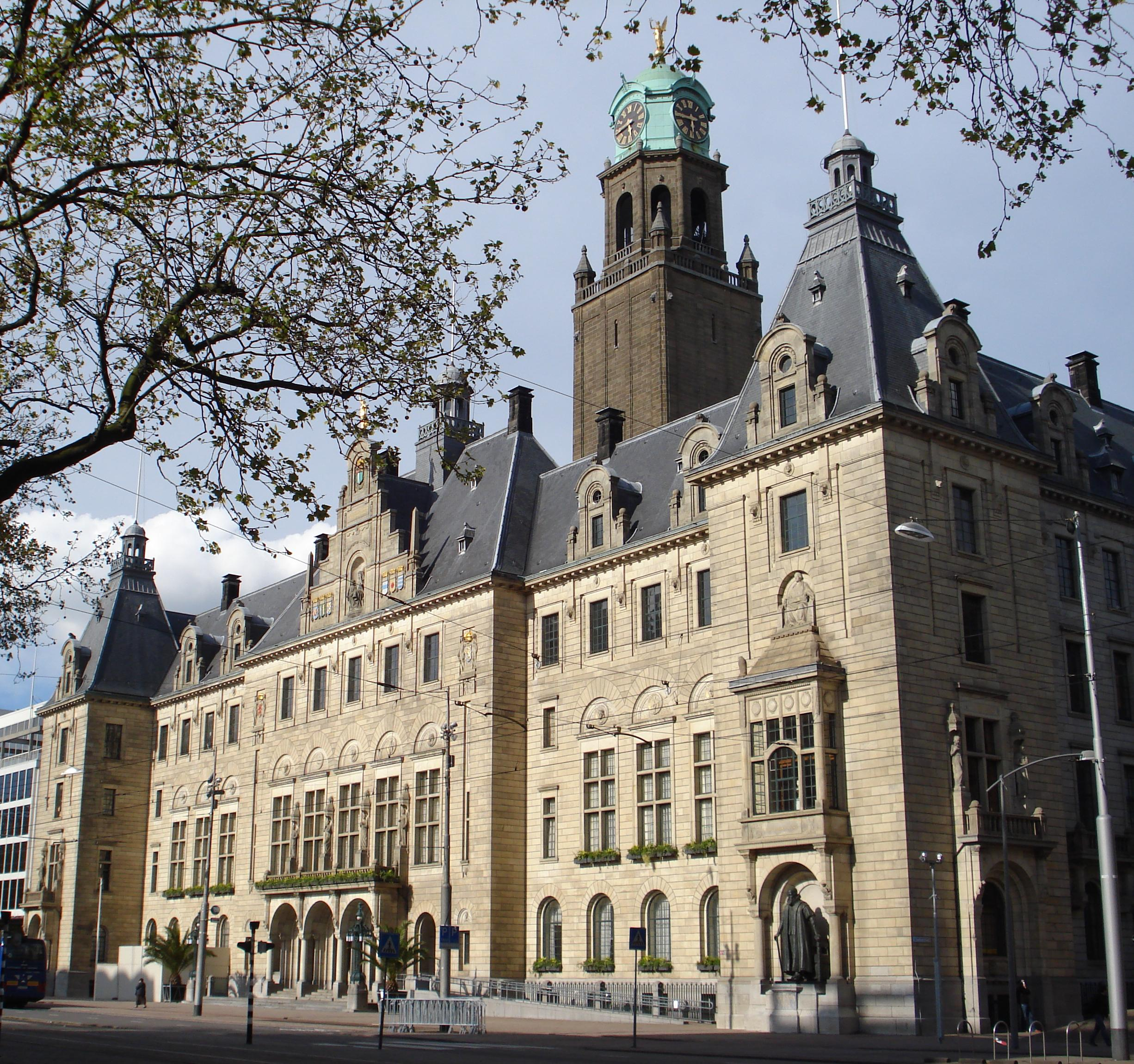
Stadhuis van Rotterdam, (1920) Henri Evers
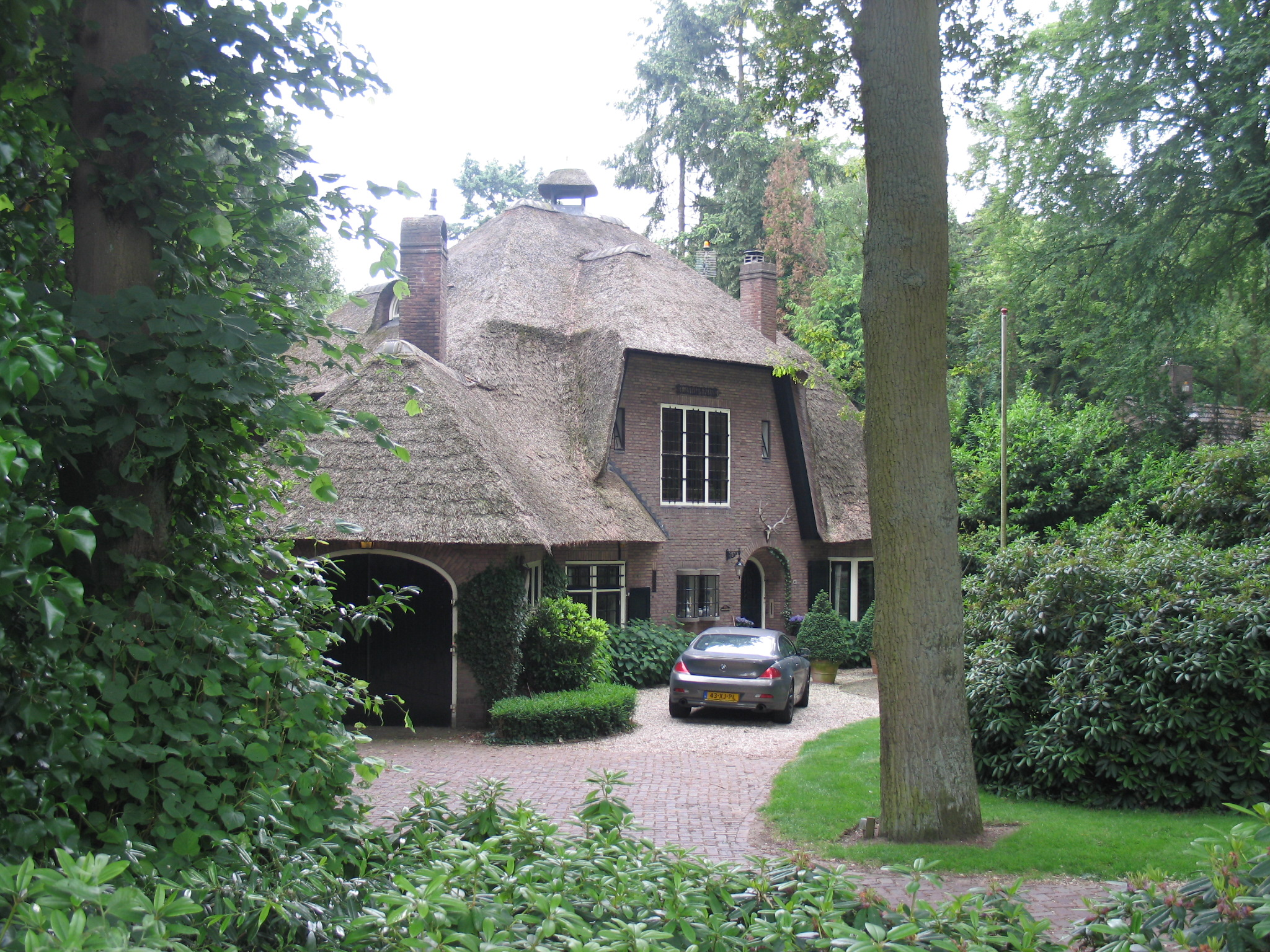
Huise Campina Renkum (1920) A. Kraaijenvanger
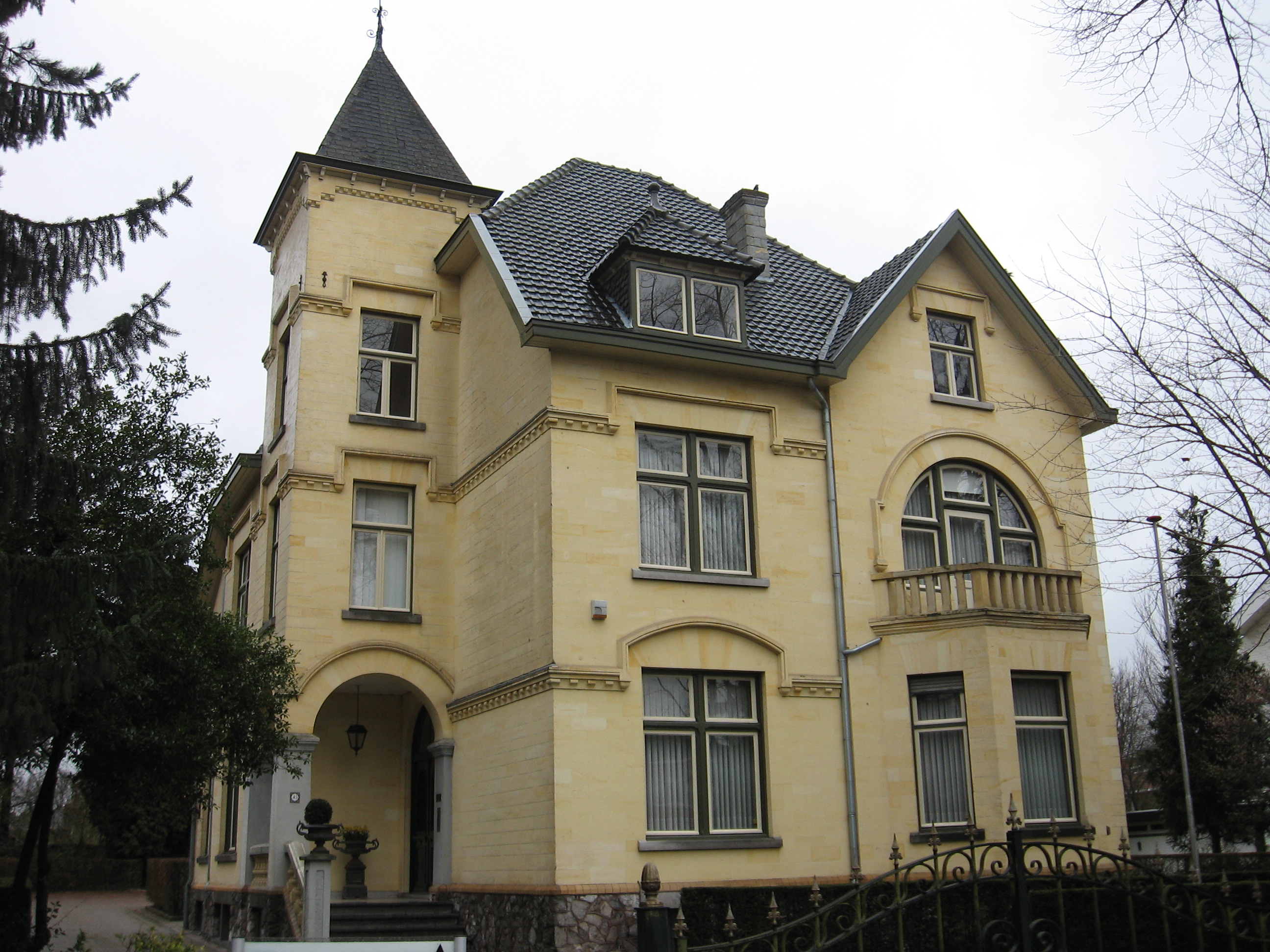
Villa Hennekens, Beek-Limburg (1920) J. Bemelmans

## Geboren

### januari
- 1 - Elisabeth Andersen, Nederlands actrice (overleden 2018)
- 1 - Osvaldo Cavandoli, Italiaans cartoonist (overleden 2007)
- 1 - Rinus Gosens, Nederlands voetballer en voetbaltrainer (overleden 2008)
- 1 - Alfredo dos Santos, Braziliaans voetballer (overleden 1997)
- 1 - Alfred Tomatis, Frans kno-arts (overleden 2001)
- 2 - Isaac Asimov, Amerikaans biochemicus en sciencefiction-schrijver (overleden 1992)
- 2 - Armand Pien, Belgisch weerman en pionier van de Vlaamse televisie (overleden 2003)
- 2 - Fernand Wyss, Belgisch oorlogsmisdadiger (overleden 1947)
- 5 - André Simon, Frans autocoureur (overleden 2012)
- 6 - Hetty Blok, Nederlands actrice, cabaretière, regisseuse en zangeres (overleden 2012)
- 6 - Sun Myung Moon, Koreaans zelfverklaard messias en leider van de Verenigingskerk (overleden 2012)
- 8 - Abbey Simon, Amerikaans pianist (overleden 2019)
- 9 - Clive Dunn, Brits acteur (overleden 2012)
- 10 - Rut Brandt, Noors verzetsstrijdster, tweede vrouw van Willy Brandt (overleden 2006)
- 12 - Pierre van Hauwe, Nederlands (van Vlaamse afkomst) musicus en muziekpedagoog (overleden 2009)
- 14 - Luc-Peter Crombé, Vlaams kunstschilder (overleden 2005)
- 14 - Bertus de Harder, Nederlands voetballer en voetbaltrainer (overleden 1982)
- 15 - Anton Malatinský, Tsjecho-Slowaaks voetballer en voetbalcoach (overleden 1992)
- 16 - Stéphanos II Ghattas, Egyptisch kardinaal en koptisch patriarch van Alexandrië (overleden 2009)
- 19 - Luciano Chailly, Italiaans componist (overleden 2002)
- 19 - Javier Pérez de Cuéllar, Peruviaans diplomaat; secretaris-generaal der VN 1981-1991 (overleden 2020)
- 20 - Marcos Ana, Spaans politiek gevangene en dichter (overleden 2016)
- 20 - Federico Fellini, Italiaans filmmaker (overleden 1993)
- 20 - Fabian Ver, Filipijns militair commandant (overleden 1998)
- 22 - Chiara Lubich, Italiaans stichtster en eerste voorzitster van de r.k.  Focolarebeweging (overleden 2008)
- 22 - Alf Ramsey, Engels voetbalcoach (overleden 1999)
- 23 - Gottfried Böhm, Duits architect (overleden 2021)
- 23 - Walter Frederick Morrison, Amerikaans uitvinder van de frisbee (overleden 2010)
- 25 - Stefan von Jankovich, Hongaars schrijver en architect (overleden 2002)
- 29 - Ferdinand Fiévez, Nederlands politicus (overleden 1991)
- 30 - Michael Anderson, Brits filmregisseur (overleden 2018)
- 30 - Carwood Lipton, Amerikaans militair en zakenman (overleden 2001)
- 30 - Delbert Mann, Amerikaans regisseur (overleden 2007)
- 31 - Benoîte Groult, Frans schrijfster (overleden 2016)
- 31 - Bert Williams, Engels voetballer (overleden 2014)

### februari
- 2 - Stan Ockers, Belgisch wielrenner (overleden 1956)
- 2 - George Tichenor, Amerikaans autocoureur (overleden 1989)
- 3 - Tony Gaze, Australisch Formule 1 coureur (overleden 2013)
- 3 - Henry Heimlich, Amerikaans arts die vooral bekend is geworden door de naar hem genoemde heimlichmanoeuvre (overleden 2016)
- 10 - Hendrik Drogt, Nederlands verzetsstrijder (overleden 1944)
- 10 - Max Hamburger, Joods-Nederlands psychiater en verzetsstrijder (overleden 2012)
- 11 - Faroek I, Egyptisch koning (overleden 1965)
- 11 - Dulci Ouwerkerk, Nederlands violiste (overleden 2016)
- 11 - Adeline Salomé-Finkelstein, Nederlands verzetsstrijder en psychologe (overleden 2002)
- 12 - Heleno de Freitas, Braziliaans voetballer (overleden 1959)
- 12 - Jack Turner, Amerikaans autocoureur (overleden 2004)
- 14 - Albert Barillé, Frans striptekenaar, animator en producer (overleden 2009)
- 15 - Piet Van Aken, Belgisch schrijver (overleden 1984)
- 15 - Hans Blees, Duits autocoureur (overleden 1994)
- 15 - Anne-Catharina Vestly, Noors schrijfster van kinderboeken (overleden 2008)
- 16 - Tony Crook, Brits autocoureur (overleden 2014)
- 16 - Walt Faulkner, Amerikaans autocoureur (overleden 1956)
- 16 - Hubert van Herreweghen, Vlaams dichter (overleden 2016)
- 16 - Ger Lataster, Nederlands kunstenaar (overleden 2012)
- 16 - Gianfranco Pandolfini, Italiaans waterpoloër (overleden 1997)
- 19 - Alice Hellemans, Belgisch bestuurder en politica (CVP) (overleden 2009)
- 19 - Jaan Kross, Estisch schrijver en dichter (overleden 2007)
- 20 - Karl Albrecht, Duits zakenman en mede-oprichter van supermarktketen Aldi (overleden 2014)
- 20 - Pran, Indiaas acteur (overleden 2013)
- 22 - André Barrais, Frans basketballer (overleden 2004)
- 22 - Toni Boltini, Nederlands circusdirecteur (overleden 2003)
- 22 - Ray Knepper, Amerikaans autocoureur (overleden 2000)
- 23 - Ytzen Brusse, Nederlands cineast (overleden 2008)
- 25 - Philip Habib, Amerikaans diplomaat (overleden 1992)
- 26 - Michael Pate, Australisch filmregisseur (overleden 2008)
- 26 - Tony Randall, Amerikaans acteur (overleden 2004)
- 28 - Toby Rix, Nederlands zanger en entertainer (overleden 2017)
- 29 - Michèle Morgan, Frans actrice (overleden 2016)

### maart
- 1 - Door de Graaf, Brits-Nederlands verzetsstrijdster en vertaalster (overleden 2011)
- 2 - Roger Desmet, Belgisch wielrenner (overleden 1987)
- 3 - James Doohan, Canadees acteur (overleden 2005)
- 3 - Frans Van Peteghem, Belgisch atleet (overleden 1997)
- 5 - Bob Janse, Nederlands voetbalcoach (overleden 2008)
- 5 - Florent Luyten, Belgisch atleet
- 5 - Jim Mayes, Amerikaans autocoureur (overleden 1970)
- 6 - Lewis Gilbert, Brits acteur en regisseur (overleden 2018)
- 6 - Julien Hutsebaut, Belgisch atleet
- 8 - Bob Gregg, Amerikaans autocoureur (overleden 2002)
- 10 - Marcial Maciel, Mexicaans geestelijke (overleden 2008)
- 10 - Alfred Peet, Nederlands-Amerikaans koffiebrander (overleden 2007)
- 11 - Nico Bloembergen, Nederlands-Amerikaans natuurkundige en Nobelprijswinnaar (overleden 2017)
- 11 - Benjamin Ferencz, Transylvaans-Amerikaans internationaal jurist (overleden 2023)
- 13 - Frits Butzelaar, Nederlands acteur en televisieregisseur (overleden 2000)
- 13 - Gijs Stappershoef, Nederlands televisiepionier (overleden 2010)
- 13 - Leo Pagano, Nederlands radioverslaggever (overleden 1999)
- 14 - Harry Boye Karlsen, Noors voetballer (overleden 1994)
- 15 - Edward Donnall Thomas, Amerikaans hoogleraar en winnaar van de Nobelprijs voor de Fysiologie of Geneeskunde (overleden 2012)
- 16 - José Barreiro, Argentijns voetballer en trainer
- 16 - Jørgen Nash, Deens kunstenaar (overleden 2004)
- 17 - Jose Tomas Sanchez, Filipijns kardinaal en emeritus-aartsbisschop van Nueva Segovia (overleden 2012)
- 19 - Laurent Noël, Canadees rooms-katholiek bisschop (overleden 2022)
- 19 - Siebe van der Zee, Nederlands verslaggever, presentator en omroepdirecteur (overleden 1985)
- 21 - Abdullah el-Erian, Egyptisch hoogleraar diplomaat en rechter (overleden 1981)
- 22 - Josip Manolić, Kroatisch politicus; premier (1990-1991) (overleden 2024)
- 24 - Marcel Denis (atleet), Belgisch atleet
- 27 - Angelo Lo Forese, Italiaans tenor (overleden 2020)
- 28 - Josefina Constantino, Filipijns literatuurcritica, dichteres en karmelietes (overleden 2024)
- 31 - Jan van Herpen, Nederlands radiomaker en publicist (overleden 2008)
- 31 - Marga Minco, Nederlands journaliste en schrijfster (overleden 2023)

### april
- 3 - John Demjanjuk, Oekraïens verdachte van oorlogsmisdaden (overleden 2012)
- 3 - Nida Senff, Nederlands zwemster en olympisch kampioene (overleden 1995)
- 4 - Éric Rohmer, Frans filmregisseur (overleden 2010)
- 5 - Barend Biesheuvel, Nederlands minister-president (overleden 2001)
- 5 - Arthur Hailey, Brits-Canadees schrijver (overleden 2004)
- 6 - Jack Cover, Amerikaans natuurkundige (uitvinder van het stroomstootwapen) (overleden 2009)
- 6 - Edmond H. Fischer, Zwitsers-Amerikaans biochemicus en Nobelprijswinnaar (overleden 2021)
- 6 - Meinte Walta, Nederlands kunstschilder (overleden 2002)
- 7 - Ravi Shankar, Indiaas sitarspeler (overleden 2012)
- 10 - Fons Baeten, Nederlands politicus (overleden 1996)
- 11 - René Carol, Duits schlagerzanger (overleden 1978)
- 11 - Emilio Colombo, Italiaans diplomaat en politicus (overleden 2013)
- 11 - Bert Dijkstra, Nederlands acteur (overleden 2003)
- 11 - Wayne Selser, Amerikaans autocoureur (overleden 1994)
- 13 - Roberto Calvi, Italiaans bankier (overleden 1982)
- 13 - Claude Cheysson, Frans (euro)politicus (overleden 2012)
- 13 - Cécile Dreesmann, Nederlands textielkunstenaar (overleden 1994)
- 13 - Ernst van Eeghen, Nederlands zakenman en diplomaat (overleden 2007)
- 13 - Jopie Waalberg, Nederlands zwemster (overleden 1979)
- 14 - Antônio Afonso de Miranda, Braziliaans bisschop (overleden 2021)
- 14 - Sheldon Moldoff, Amerikaans stripauteur (overleden 2012)
- 15 - Thomas Szasz, Hongaars psychiater (overleden 2012)
- 15 - Richard von Weizsäcker, Duits politicus (president) (overleden 2015)
- 19 - Jan Bechyně, Tsjechisch entomoloog (overleden 1973)
- 20 - Frances Ames, Zuid-Afrikaans neuroloog, psychiater en mensenrechtenactivist (overleden 2002)
- 20 - John Paul Stevens, Amerikaans rechter (overleden 2019)
- 21 - Toon Becx, Nederlands voetballer (overleden 2013)
- 24 - Jacques Lancelot, Frans klarinettist (overleden 2009)
- 24 - Sieto Mellema, Nederlands ruiter en burgemeester (overleden 2012)
- 26 - Padú Lampe, Arubaans componist, schrijver en kunstschilder (overleden 2019)
- 27 - Luis Mena Arroyo, Mexicaans aartsbisschop (overleden 2009)
- 30 - Diet Eman, Nederlands verzetsstrijdster (overleden 2019)
- 30 - Tom Moore, Brits militair en fondsenwerver (overleden 2021)

### mei
- 1 - Marcel Coucke, Belgisch politicus (overleden 1998)
- 2 - Joan van der Waals, Nederlands natuurkundige (overleden 2022)
- 3 - Wim Eggink, Nederlands leider van het studentenverzet in Utrecht (overleden 1945)
- 7 - Karel Reijnders, Nederlands letterkundige (overleden 1997)
- 8 - Roger Verhas, Belgisch atleet (overleden 1999)
- 9 - Richard Adams, Engels schrijver (overleden 2016)
- 11 - Michele Sindona, Italiaans advocaat, bankier en crimineel (overleden 1986)
- 12 - Satya Mohan Joshi, Nepalees onderzoeker en schrijver (overleden 2022)
- 13 - Vassos Lyssarides, Cypriotisch politicus en arts (overleden 2021)
- 14 - Maurits Coppieters, Vlaams politicus (overleden 2005)
- 15 - Nasrallah Boutros Sfeir, Libanees kardinaal en Maronitisch patriarch van Antiochië (overleden 2019)
- 16 - Martine Carol, Frans actrice (overleden 1967)
- 17 - Lydia Wideman, Fins langlaufster (overleden 2019)
- 18 - Karol Józef Wojtyla, Pools geestelijke, de latere paus Johannes Paulus II (overleden 2005)
- 19 - Iván Böszörményi-Nagy, Hongaars-Amerikaans psychiater (ontwerper contextuele therapie) (overleden 2007)
- 19 - Hans Kaart, Nederlands acteur en tenor (overleden 1963)
- 20 - Godfrey Binaisa, voormalig president van Oeganda (overleden 2010)
- 23 - Cyriel Moeyaert, Belgisch schrijver en priester (overleden 2020)
- 25 - Georges Bordonove, Frans geschiedkundige en schrijver (overleden 2007)
- 25 - Arthur Wint, Jamaicaans atleet (overleden 1992)
- 25 - Herman van Laer, Nederlands sportbestuurder (overleden 2005)
- 26 - Peggy Lee, Amerikaans zangeres (overleden 2002)
- 30 - Antoni Maria Badia i Margarit, Catalaans taalkundige (overleden 2014)

### juni
- 1 - Syd van der Vyver, Zuid-Afrikaans autocoureur (overleden 1989)
- 2 - Jean Leblond, Belgisch atleet (overleden 1996)
- 2 - Johnny Speight, Brits tv-scenarioschrijver (overleden 1998)
- 5 - Kurt Edelhagen, Duits bigbandleider (overleden 1982)
- 5 - Cornelius Ryan, Iers-Amerikaans schrijver (overleden 1974)
- 7 - Remedios de Oteyza, Filipijns ballerina (overleden 1978)
- 13 - Rolf Huisgen, Duits scheikundige (overleden 2020)
- 13 - Désiré Keteleer, Belgisch wielrenner (overleden 1970)
- 13 - Jos Lerinckx, Belgisch componist (overleden 2000)
- 14 - Albert Borschette, Luxemburgs schrijver, politicus en eurocommissaris (overleden 1976)
- 16 - José López Portillo, president van Mexico (1976-1982) (overleden 2004)
- 16 - Eva Estrada-Kalaw, Filipijns senator en parlementslid (overleden 2017)
- 17 - François Jacob, Frans bioloog en Nobelprijswinnaar (overleden 2013)
- 18 - Aster Berkhof, Belgisch schrijver (overleden 2020)
- 18 - Grete Jalk, Deens industrieel ontwerpster (overleden 2006)
- 18 - Frans Kokshoorn, Nederlands acteur (overleden 2007)
- 19 - Rutger Dirk Bleeker, Nederlands architect (overleden 2016)
- 19 - Yves Robert, Frans acteur, filmregisseur en -producent en scenarist  (overleden 2002)
- 20 - Ahmad Hasan Dani, Pakistaans archeoloog, historicus en taalkundige (overleden 2009)
- 20 - Eduardo Mondlane, Mozambikaans verzetsstrijder (overleden 1969)
- 20 - Heinrich Weiss, Zwitsers verzamelaar en mecenas (overleden 2020)
- 21 - Wim Hornman, Nederlands auteur (overleden 1996)
- 23 - Daan Schwagermann, Nederlands beeldend kunstenaar (overleden 2023)
- 24 - Clem De Ridder, Vlaams activist, componist, publicist en bestuurder (overleden 2013)
- 24 - Ria van Dijk, Nederlands onderneemster en fotografe (overleden 2021)
- 25 - Lassie Lou Ahern, Amerikaans filmactrice (overleden 2018)
- 29 - Tom Blohm, Noors voetballer (overleden 2000)
- 29 - Ray Harryhausen, Amerikaans filmregisseur, filmproducent en specialist in stop-motion special effects (overleden 2013)
- 30 - Zeno Colò, Italiaans alpineskiër (overleden 1993)
- 30 - Theo Sanders, Nederlands hoofdcommissaris van Amsterdam (overleden 2008)
- 30 - Claude Schwartz, Belgisch atleet (overleden 1968)

### juli
- 1 - Amália Rodrigues, Portugees fadozangeres (overleden 1999)
- 2 - Pieter Wiegersma, Nederlands glazenier, schilder, tapijtkunstenaar en schrijver (overleden 2009)
- 3 - Eddy Paape, Belgisch stripauteur (overleden 2012)
- 4 - Joop Reinboud, Nederlands radio- en televisiepresentator en -programmamaker (overleden 1986)
- 10 - Milo Anstadt, Nederlands journalist, schrijver, regisseur en programmamaker (overleden 2011)
- 10 - Owen Chamberlain, Amerikaans natuurkundige en Nobelprijswinnaar (overleden 2006)
- 11 - Yul Brynner, Amerikaans acteur (overleden 1985)
- 12 - Beah Richards, Amerikaans actrice (overleden 2000)
- 16 - Stan Haag, Nederlands programmamaker, radiopresentator en liedjesschrijver (overleden 2001)
- 17 - Gordon Gould, Amerikaans natuurkundige en uitvinder van de laser (overleden 2005)
- 17 - Juan Antonio Samaranch, Spaans voorzitter van het Internationaal Olympisch Comité (overleden 2010)
- 18 - Raymond Salles, Frans roeier (overleden 1996)
- 19 - Theo Boosten, Nederlands architect (overleden 1990)
- 19 - Émile Idée, Frans wielrenner (overleden 2024)
- 20 - Marijohn Wilkin, Amerikaans songwriter en zangeres (overleden 2006)
- 20 - Elliot Richardson, Amerikaans politicus (overleden 1999)
- 21 - Jean Daniel, Frans journalist en schrijver (overleden 2020)
- 21- Constant Nieuwenhuijs, Nederlands kunstschilder (overleden 2005)
- 22 - Cor Kint, Nederlands zwemster (overleden 2002)
- 26 - Bob Davidse, Vlaams tv-presentator (overleden 2010)
- 28 - Franz Soronics, Oostenrijks politicus (overleden 2009)

### augustus
- 1 - Samuel Lee, Amerikaans schoonspringer (overleden 2016)
- 3 - P.D. James, Brits detectiveschrijfster (overleden 2014)
- 4 - Enrique Beech, Filipijns voetballer en schietsporter (overleden 2012)
- 4 - Helen Thomas, Amerikaans journaliste (overleden 2013)
- 5 - Mickey Shaughnessy, Amerikaans acteur (overleden 1985)
- 6 - Ella Raines, Amerikaans actrice (overleden 1988)
- 8 - Juan Soriano, Mexicaans kunstschilder en beeldhouwer (overleden 2006)
- 11 - Meta van Beek, Nederlands ombudsvrouw (overleden 2021)
- 12 - Olympe Bradna, Frans danseres en actrice (overleden 2012)
- 15 - Judy Cassab, Australisch kunstenaar (overleden 2015)
- 16 - Charles Bukowski, Amerikaans schrijver en dichter (overleden 1994)
- 16 - Remi Piryns, Belgisch jurist (overleden 2004)
- 16 - Max Schuchart, Nederlands dichter, journalist en vertaler (overleden 2005)
- 17 - George Duvivier, Amerikaans jazz-bassist (overleden 1985)
- 17 - Maureen O'Hara, Iers-Amerikaans actrice (overleden 2015)
- 18 - Henrietta Lacks, Amerikaanse vrouw die aan de basis lag van de HeLa-cellijn (overleden 1951)
- 18 - Shelley Winters, Amerikaans actrice (overleden 2006)
- 19 - Louis Th. Lehmann, Nederlands dichter en scheepsarcheoloog (overleden 2012)
- 19 - Mans Middelweerd, Nederlands burgemeester (overleden 2010)
- 20 - Julien Saelens, Belgisch atleet (overleden 1945)
- 21 - Wim Schut, Nederlands stedenbouwkundige en politicus (overleden 2006)
- 22 - Harrison Bankhead, Amerikaans sciencefiction- en fantasyschrijver (overleden 2012)
- 25 - Jef Diederen, Nederlands schilder en graficus (overleden 2009)
- 25 - Charlie Nederpelt, Nederlands jazzpianist en orkestleider (overleden 1987)
- 25 - Agha Shahi, Pakistaans ambtenaar, diplomaat en politicus (overleden 2006)
- 26 - Frank Meyland, Vlaams schrijver en dichter (overleden 1993)
- 26 - Prem Tinsulanonda, Thais militair en politicus (overleden 2019)
- 27 - Henri Meert, Belgisch voetbaldoelman (overleden 2006)
- 28 - Frits Bernard, Nederlands psycholoog, seksuoloog en schrijver (overleden 2006)
- 29 - Charlie Parker, Amerikaans jazzmusicus (overleden 1955)
- 30 - Ben Cami, Vlaams dichter (overleden 2004)

### september
- 1 - Hubert Lampo, Vlaams schrijver (overleden 2006)
- 5 - Fons Rademakers, Nederlands filmregisseur, -producent en -acteur (overleden 2007)
- 10 - C.R. Rao, Indiaas-Amerikaans wiskundige en statisticus (overleden 2023)
- 10 - Herman Smitshuijzen, Nederlands zwemmer (overleden 2007)
- 12 - Carel Enkelaar, Nederlands journalist (overleden 1996)
- 12 - Fokke Jagersma, Nederlands verzetsstrijder (overleden 1944)
- 12 - Jan Willem Schulte Nordholt, Nederlands dichter en historicus (overleden 1995)
- 14 - Mario Benedetti, Uruguayaans schrijver, dichter, journalist en criticus (overleden 2009)
- 16 - Hannie Schaft, Nederlands verzetsstrijdster (overleden 1945)
- 16 - Joop Wille, Nederlands voetballer (overleden 2009)
- 17 - Toki Horváth, Hongaars violist en orkestleider (overleden 1971)
- 18 - Doris Mühringer, Oostenrijks dichter en schrijfster (overleden 2009)
- 18 - Jack Warden, Amerikaans acteur (overleden 2006)
- 21 - Kenneth McAlpine, Brits Formule 1-coureur (overleden 2023)
- 23 - Mickey Rooney, Amerikaans acteur en regisseur (overleden 2014)
- 23 - Jevgeni Sokolov, Russisch psychofysioloog (overleden 2008)
- 27 - Swier Broekema, Nederlands bestuurder (overleden 2009)
- 27 - William Conrad, Amerikaans acteur en regisseur (overleden 1994)
- 28 - Jiggs Peters, Amerikaans autocoureur (overleden 1993)
- 30 - Willem G. van Maanen, Nederlands journalist en schrijver (overleden 2012)

### oktober
- 1 - Walter Matthau, Amerikaans filmacteur (overleden 2000)
- 2 - Ștefan Kovács, Roemeens voetballer en voetbalcoach (overleden 1995)
- 8 - Frank Herbert, Amerikaans sciencefictionschrijver (overleden 1986)
- 9 - Yusef Lateef, Amerikaans jazzmuzikant (overleden 2013)
- 11 - Cor Coster, Nederlands voetbalmakelaar (overleden 2008)
- 13 - Laraine Day, Amerikaans actrice (overleden 2007)
- 15 - Heinz Barth, Duits oorlogsmisdadiger en officier bij de Waffen-SS (overleden 2007)
- 17 - Miguel Delibes, Spaans schrijver (overleden 2010)
- 17 - Henk van der Molen, Nederlands gitarist, componist en tekstschrijver (overleden 1992)
- 21 - Coen Ooft, Surinaams jurist, politicus en schrijver (overleden 2006)
- 22 - Timothy Leary, Amerikaans psycholoog en schrijver (overleden 1996)
- 23 - Tetsuya Theodore Fujita, Japans meteoroloog, natuurkundige en bedenker van de Schaal van Fujita (overleden 1998)
- 24 - Robert Coffy, Frans kardinaal (overleden 1995)
- 24 - Rafael Ileto, Filipijns generaal en Minister van Defensie (overleden 2003)
- 27 - Nanette Fabray, Amerikaans actrice en zangeres (overleden 2018)
- 29 - Baruj Benacerraf, Amerikaans immunoloog en Nobelprijswinnaar (overleden 2011)
- 31 - Dick Francis, Brits schrijver en jockey (overleden 2010)
- 31 - Joseph Gelineau, Frans jezuïet, theoloog, componist en kerkmusicus (overleden 2008)
- 31 - Gunnar Gren, Zweeds voetballer (overleden 1991)

### november
- 1 - Jan Bekkers, Nederlands ondernemer (overleden 2003)
- 3 - Trix van Brussel, Nederlands kinderboekenschrijfster (overleden 2019)
- 5 - Robert Drinan, Amerikaans rechtsgeleerde, predikant, politicus en mensenrechtenactivist (overleden 2007)
- 5 - Theo van Gogh, Nederlands verzetsstrijder (overleden 1945)
- 5 - Douglass North, Amerikaans econoom (overleden 2015)
- 6 - P.C. Paardekooper, Nederlands taalkundige (overleden 2013)
- 7 - Elaine Morgan, Welsh schrijfster (overleden 2013)
- 10 - Piet Meijn, Nederlands ondernemer en uitvinder (overleden 2003)
- 15 - Wayne Thiebaud, Amerikaans kunstschilder
- 16 - Hetty Berger, Nederlands actrice (overleden 1975)
- 18 - Konstantin Beskov, Sovjet voetballer en trainer (overleden 2006)
- 23 - Paul Celan, Roemeens Duitstalig dichter (overleden 1970)
- 25 - Ricardo Montalbán, Amerikaans acteur (overleden 2009)
- 25 - Noel Neill, Amerikaans actrice (overleden 2016)
- 26 - Paul Rodenko, Nederlands dichter (overleden 1976)
- 27 - Abe Lenstra, Fries voetballer (overleden 1985)
- 30 - Virginia Mayo, Amerikaans filmactrice (overleden 2005)

### december
- 3 - Ludwig Zuiverloon, Surinaams minister (overleden 1983)
- 6 - Dave Brubeck, Amerikaans componist en jazzpianist (overleden 2012)
- 6 - George Porter, Brits scheikundige en Nobelprijswinnaar (overleden 2002)
- 7 - Tatamkhulu Afrika, Zuid-Afrikaans dichter en schrijver (overleden 2002)
- 7 - Fiorenzo Magni, Italiaans wielrenner (overleden 2012)
- 8 - Pol Mara, Belgisch beeldend kunstenaar (overleden 1998)
- 8 - Ivar Martinsen, Noors schaatser (overleden 2018)
- 9 - Carlo Azeglio Ciampi, president van Italië (1999-2006) (overleden 2016)
- 9 - Lambert van Heygen CSSp, Nederlands missionaris en (aarts)bisschop in Kameroen (overleden 2007)
- 9 - Doug Serrurier, Zuid-Afrikaans autocoureur (overleden 2006)
- 10 - Ragnhild Hveger, Deens zwemster (overleden 2011)
- 10 - Clarice Lispector, Braziliaans schrijfster en journaliste (overleden 1977)
- 10 - Reginald Rose, Amerikaans scenarioschrijver (overleden 2002)[1]
- 10 - Michael Russell, Iers R.K. bisschop (overleden 2009)
- 13 - Lennart Meri, Estisch schrijver, filmregisseur en president (overleden 2006)
- 13 - Joop Ritmeester van de Kamp, Nederlands zakenman, KLM-directeur (overleden 2005)
- 13 - George P. Shultz, Amerikaans Republikeins politicus en minister (overleden 2021)
- 13 - Jan de Troye, Nederlands radioverslaggever en omroepbestuurder (overleden 2006)
- 14 - Rosemary Sutcliff, Engels schrijfster (overleden 1992)
- 16 - Fritz Balogh, Duits voetballer (overleden 1951)
- 17 - Berndt Helleberg, Zweeds beeldhouwer en medailleur (overleden 2008)
- 20 - Väinö Linna, Fins schrijver (overleden 1992)
- 23 - Andries van Dantzig, Nederlands psychiater (overleden 2005)
- 25 - Viktor Zalgaller, Russisch wiskundige (overleden 2020)
- 27 - Rosine Lewin, Belgisch communiste, activiste en feministe (overleden 2020)
- 27 - Marcel Van Vyve, Belgisch voetballer (overleden 2002)
- 30 -  Aad de Haas, Nederlands beeldend kunstenaar (overleden 1972)

### datum onbekend
- Kim Jong Chu, Noord-Koreaans politicus (overleden 2021)
- Anton Verhoeven, Nederlands langebaanschaatser en Elfstedentochtrijder (overleden 1978)
- Denny Willis, Brits komediant (overleden 1995)

## Overleden
januari
- 1 - Zygmunt Gorazdowski (74), Pools priester en heilige
- 2 - Paul Adam (57), Frans romanschrijver
- 24 - Amedeo Modigliani (35), Italiaans kunstschilder en beeldhouwer
- 27 - Vally Heyerdahl (60), Noors componiste/pianiste

februari
- 4 - Jean-Louis Émile Boudier (92), Frans apotheker en mycoloog
- 7 - Aleksandr Koltsjak (45), Russisch admiraal, leider van de Witten in Siberië
- 16 - Johan Albrecht, hertog van Mecklenburg-Schwerin (62)
- 20 - Jacinta Marto (9), Portugees zieneres in Fátima
- 20 - Robert Edwin Peary (63), Amerikaans ontdekkingsreiziger
- 27 - Patricius Hoefnagels (68), Belgisch politicus

maart
- 7 - Jaan Poska (54), Estisch staatsman
- 11 - Johann Vaillant (68), Duits ketel- en pompenmaker en stichter van het bedrijf Vaillant
- 31 - Hector Hodler (32), Zwitsers journalist en Esperantist

april
- 7 - Hector Treub (63), Nederlands medicus en hoogleraar verloskunde
- 12 - Teresa van Los Andes (19), Chileense  karmelietes en heilige
- 23 - Jan Mankes (30), Nederlands kunstschilder en graficus
- 26 - Srinivasa Aaiyangar Ramanujan (32), Indisch wiskundige

mei
- 1 - Margaretha van Zweden (38), eerste vrouw van koning Gustaaf VI Adolf van Zweden en kleindochter van koningin Victoria
- 15 - Jan Leonardus Moortgat (78), Belgisch ondernemer

juni
- 8 - Augusto Righi (69), Italiaans natuurkundige
- 14 - Max Weber (56), Duits econoom, geschiedkundige, rechtsgeleerde en socioloog

juli
- 11 - Eugénie de Montijo (94), ex-keizerin van Frankrijk
- 12 - Herman Van den Reeck (19), Vlaams politiek geëngageerd student
- 18 - Joachim van Pruisen (29), Prins van Pruisen, jongste zoon van keizer Wilhelm II

augustus
- 16 - Henry Daglish (53), 6e premier van West-Australië
- 31 - Wilhelm Wundt (88), Duits psycholoog, psychiater, fysioloog en filosoof

september
- 16 - Dan Andersson (32), Zweeds dichter en schrijver
- 24 - Peter Carl Fabergé (74), Russisch goudsmid

oktober
- 2 - Max Bruch (82), Duits componist
- 17 - Gerard Leman (69), Belgisch generaal
- 25 - Alexander (27), koning van Griekenland

november
- 6 - Lodewijk in Beieren (89), Beiers hertog
- 8 - Abraham Kuyper (83), Nederlands theoloog en politicus
- 9 - Alberto Blest Gana (90), Chileens schrijver en diplomaat
- 23 - Alfred Tepe (79), Nederlands architect

december
- 13 - Bonifacio Arevalo (70), Filipijns beeldhouwer
- 23 - Cayetano Arellano (73), Filipijns rechter

datum onbekend
- Henriëtte van den Bergh (ca. 82), Belgisch kunstverzamelaarster en museumoprichtster

## Weerextremen in België
- 4 juli: 82 mm neerslag in Heusden (nabij Gent).
- 31 augustus: Koudste augustus-decade van de eeuw: gemiddelde temperatuur: 12,5 °C.
- augustus: Augustus met laagste gemiddelde minimumtemperatuur: 10,7 °C (normaal 13 °C).
- november: November met laagste relatieve vochtigheid: 76 % (normaal 86,7 %).
- herfst: Na 1920 herfst met laagst aantal regendagen: 31 (normaal 52,7).
- herfst: Na 1953 herfst met laagste neerslagtotaal: 93,5 mm (normaal 210,5 mm).

Bron: KMI Gegevens Ukkel 1901-2003  met aanvullingen 